# Ali ibn Ridwan
Abu-el-Hassan Alí ibn Ridwan al-Misrí (en árabe: أبو الحسن علي بن رضوان المصري‎, Abū l-Ḥasan ʿAlī b. Riḍwān al-Miṣrī), más conocido como Alí ibn Ridwan (Guiza, c. 988 - el Cairo, c. 1061 ) fue un médico, astrónomo y astrólogo árabe egipcio.
Alí ibn Ridwan fue un comentarista de la medicina griega antigua, y en particular del también médico Galeno; su comentario al Ars Parva de Galeno fue traducido por Gerardo de Cremona. Sin embargo, es más conocido por ofrecer la descripción más detallada de la supernova que ahora se conoce como SN 1006, el evento estelar más brillante de la historia registrado, que pudo observarse en el año 1006. Esto fue descrito en un comentario de la obra de Ptolomeo, Tetrabiblos. Más tarde, fue citado por los autores europeos como Haly Abenrudian. Según Alistair Cameron Crombie también contribuyó a la teoría de la inducción. Participó en una celebrada polémica contra otro médico, Ibn Butlan de Bagdad. Ibn Ridwan también argumentaba que el aire, junto a otros aspectos ambientales, era fundamental para la salud de una población.

## Publicaciones
- Un comentario en el Tetrabiblos de Ptolomeo (el centiloquio pseudo-ptolemaico y su comentario, que a veces se atribuye a Ali, es en realidad obra de Áhmad ibn Yússuf ibn ad-Daya )
- De revolutionibus nativitatum (Las revoluciones de los belenes), editado por Luca Gaurico, impreso en Venecia (1524)
- Sobre la prevención de los males corporales en Egipto: un tratado escrito para refutar la afirmación de Ibn al-Jazzar de que Egipto era un lugar muy insalubre.